# Campyloneurus durbanensis
Campyloneurus durbanensis är en stekelart som först beskrevs av Cameron 1906.  Campyloneurus durbanensis ingår i släktet Campyloneurus och familjen bracksteklar. Inga underarter finns listade.